# Az Androméda epizódjainak listája
Ez a cikk az Androméda című sorozat epizódjait listázza.

## Évados áttekintés
| Évad | Évad | Epizódok | Eredeti sugárzás     | Eredeti sugárzás | Eredeti adó |
| Évad | Évad | Epizódok | Évadpremier          | Évadfinálé       | Eredeti adó |
| ---- | ---- | -------- | -------------------- | ---------------- | ----------- |
|      | 1    | 22       | 2000. október 2.     | 2001. május 14.  | Syndicated  |
|      | 2    | 22       | 2001. október 1.     | 2002. május 18.  | Syndicated  |
|      | 3    | 22       | 2002. szeptember 21. | 2003. május 12.  | Syndicated  |
|      | 4    | 22       | 2003. szeptember 29. | 2004. május 17.  | Syndicated  |
|      | 5    | 22       | 2004. szeptember 24. | 2005. május 13.  | Sci-Fi      |

## 1. évad (2000-2001)
| Sor. | Év. | Cím                                                                 | Rendező           | Író                                                                                    | Premier                               |
| ---- | --- | ------------------------------------------------------------------- | ----------------- | -------------------------------------------------------------------------------------- | ------------------------------------- |
| 1.   | 1.  | A Sötét Szakadék (Under the Night)                                  | Allan Kroeker     | Robert Hewitt Wolfe                                                                    | 2000. október 2. 2001. október 21.    |
| 2.   | 2.  | A reménysugár (An Affirming Flame)                                  | Brenton Spencer   | Robert Hewitt Wolfe                                                                    | 2000. október 9. 2001. október 28.    |
| 3.   | 3.  | Az ifjú trónkövetelők (To Loose the Fateful Lightning)              | Brenton Spencer   | Matt Kiene és Joe Reinkemeyer                                                          | 2000. október 16. 2001. november 11.  |
| 4.   | 4.  | Harci tapasztalat (D Minus Zero)                                    | Allan Eastman     | Ashley Edward Miller és Zack Stentz                                                    | 2000. október 23. 2001. november 18.  |
| 5.   | 5.  | Kettős spirál (Double Helix)                                        | Mike Rohl         | Matt Kiene és Joe Reinkemeyer                                                          | 2000. október 30. 2001. november 25.  |
| 6.   | 6.  | Sötét angyal, fénylő démon (Angel Dark, Demon Bright)               | Allan Eastman     | Robert Hewitt Wolfe                                                                    | 2000. november 6. 2001. december 2.   |
| 7.   | 7.  | A tékozló fivér (The Ties That Blind)                               | David Warry-Smith | Történet: Ashley Edward Miller és Zack Stentz Tévéjáték: Ethlie Ann Vare               | 2000. november 13. 2001. december 9.  |
| 8.   | 8.  | A Léthé partjain (The Banks of the Lethe)                           | David Winning     | Ashley Edward Miller és Zack Stentz                                                    | 2000. november 20. 2001. december 30. |
| 9.   | 9.  | Virág a pokolban (A Rose in the Ashes)                              | David Warry-Smith | Ethlie Ann Vare                                                                        | 2000. november 27. 2001. december 30. |
| 10.  | 10. | Neptunusz hatalmas óceánja (All Great Neptune's Ocean)              | Allan Harmon      | Walter Jon Williams                                                                    | 2001. január 15. 2002. január 13.     |
| 11.  | 11. | Gyöngy ég a szeme helyén (The Pearls That Were His Eyes)            | David Winning     | Ethlie Ann Vare                                                                        | 2001. január 22. 2002. január 27.     |
| 12.  | 12. | A könnyek matematikája (The Mathematics of Tears)                   | T.J. Scott        | Történet: Ashley Edward Miller és Zack Stentz Tévéjáték: Matt Kiene és Joe Reinkemeyer | 2001. január 29. 2002. február 3.     |
| 13.  | 13. | Távoli dobpergés (Music of a Distant Drum)                          | Allan Kroeker     | Robert Hewitt Wolfe                                                                    | 2001. február 5. 2002. február 10.    |
| 14.  | 14. | Harper 2.0 (Harper 2.0)                                             | Richard Flower    | John Whelpley                                                                          | 2001. február 12. 2002. február 17.   |
| 15.  | 15. | Csalóka távlatok (Forced Perspective)                               | George Mendeluk   | Matt Kiene és Joe Reinkemeyer                                                          | 2001. február 19. 2002. március 3.    |
| 16.  | 16. | A részek összessége (The Sum of Its Parts)                          | David Winning     | Történet: Celeste Chan Wolfe Tévéjáték: Steven Barnes                                  | 2001. február 26. 2002. március 10.   |
| 17.  | 17. | Félelem és reszketés a Tejúton (Fear and Loathing in the Milky Way) | David Warry-Smith | Ashley Edward Miller és Zack Stentz                                                    | 2001. április 9. 2002. március 17,    |
| 18.  | 18. | Hulljon a férgese! (The Devil Take the Hindmost)                    | Allan Eastman     | Ashley Edward Miller és Zack Stentz                                                    | 2001. április 16. 2002. március 24.   |
| 19.  | 19. | A méz-áldozat (The Honey Offering)                                  | Brad Turner       | Matt Kiene és Joe Reinkemeyer                                                          | 2001. április 23. 2002. április 6.    |
| 20.  | 20. | Keresztutak (Star-Crossed)                                          | David Warry-Smith | Ethlie Ann Vare                                                                        | 2001. április 30. 2002. április 13.   |
| 21.  | 21. | Szállj, hajó, szállj! (It Makes a Lovely Light)                     | Michael Robison   | Ethlie Ann Vare                                                                        | 2001. május 7. 2002. április 20.      |
| 22.  | 22. | A második eljövetel (Its Hour Come 'Round at Last)                  | Allan Eastman     | Robert Hewitt Wolfe                                                                    | 2001. május 14. 2002. április 27.     |

## 2. évad (2001-2002)
| Sor. | Év. | Cím                                                             | Rendező           | Író                                                                          | Premier                              |
| ---- | --- | --------------------------------------------------------------- | ----------------- | ---------------------------------------------------------------------------- | ------------------------------------ |
| 23.  | 1.  | A kör kitágul (The Widening Gyre)                               | Allan Eastman     | Robert Hewitt Wolfe                                                          | 2001. október 1. 2003. január 4.     |
| 24.  | 2.  | Túlélési stratégiák (Exit Strategies)                           | T.J. Scott        | Matt Kiene és Joe Reinkemeyer                                                | 2001. október 8. 2003. január 11.    |
| 25.  | 3.  | A kristályba zárt szív (A Heart for Falsehood Framed)           | David Winning     | Ethlie Ann Vare                                                              | 2001. október 15. 2003. január 18.   |
| 26.  | 4.  | A hamis álarc igazsága (Pitiless as the Sun)                    | Richard Flower    | Emily Skopov                                                                 | 2001. október 22. 2003. január 25.   |
| 27.  | 5.  | Záróra a "Csorba Kalapács"-ban (Last Call at the Broken Hammer) | David Winning     | Történet: Robert Hewitt Wolfe Tévéjáték: John Lloyd Parry                    | 2001. október 29. 2003. február 1.   |
| 28.  | 6.  | Emberi androidok (All Too Human)                                | T.J. Scott        | Ashley Edward Miller és Zack Stentz                                          | 2001. november 5. 2003. február 8.   |
| 29.  | 7.  | A vesztes reménye (Una Salus Victus)                            | Allan Kroeker     | Ashley Edward Miller és Zack Stentz                                          | 2001. november 12. 2003. február 15. |
| 30.  | 8.  | Az otthon melege (Home Fires)                                   | Michael Robison   | Ethlie Ann Vare                                                              | 2001. november 19. 2003. február 22. |
| 31.  | 9.  | Bűvös labirintus (Into the Labyrinth)                           | Brad Turner       | Ashley Edward Miller és Zack Stentz                                          | 2001. november 26. 2003. március 1.  |
| 32.  | 10. | A herceg (The Prince)                                           | Allan Eastman     | Erik Oleson                                                                  | 2002. január 19. 2003. március 22.   |
| 33.  | 11. | Bunker Hill (Bunker Hill)                                       | Richard Flower    | Matt Kiene és Joe Reinkemeyer                                                | 2002. január 26. 2003. március 29.   |
| 34.  | 12. | Időzavar (Ouroboros)                                            | Jorge Montesi     | Robert Hewitt Wolfe                                                          | 2002. február 2. 2003. április 5.    |
| 35.  | 13. | Láva és rakéták (Lava and Rockets)                              | Mike Rohl         | Ashley Edward Miller és Zack Stentz                                          | 2002. február 9. 2003. április 12.   |
| 36.  | 14. | Foglald imádba minden bűnömet! (Be All My Sins Remembered)      | Allan Eastman     | Történet: Jill Sherwin Tévéjáték: Ethlie Ann Vare                            | 2002. február 16. 2003. április 19.  |
| 37.  | 15. | A kérészek tánca (Dance of the Mayflies)                        | J. Miles Dale     | Történet: Ashley Edward Miller és Zack Stentz Tévéjáték: Robert Hewitt Wolfe | 2002. február 23. 2003. április 26.  |
| 38.  | 16. | Hárman a mennyország kapujában (In Heaven Now Are Three)        | David Warry-Smith | Történet: Celeste Chan Wolfe Tévéjáték: Emily Skopov                         | 2002. március 2. 2003. május 3.      |
| 39.  | 17. | Amin nem tudunk változtatni (The Things We Cannot Change)       | Jorge Montesi     | Ethlie Ann Vare                                                              | 2002. április 13. 2003. május 10.    |
| 40.  | 18. | Ismeretlen, szép messzeség (The Fair Unknown)                   | Mike Rohl         | John Lloyd Parry                                                             | 2002. április 20. 2003. május 17.    |
| 41.  | 19. | A szörny gyomra (Belly of the Beast)                            | Allan Harmon      | Matt Kiene és Joe Reinkemeyer                                                | 2002. április 27. 2003. május 24.    |
| 42.  | 20. | A lovag, a halál és az ördög (The Knight, Death, and the Devil) | Richard Flower    | Ashley Edward Miller és Zack Stentz                                          | 2002. május 4. 2003. május 31.       |
| 43.  | 21. | Szeplőtelen fogantatás (Immaculate Perception)                  | Brad Turner       | Matt Kiene és Joe Reinkemeyer                                                | 2002. május 11. 2003. június 7.      |
| 44.  | 22. | Alagút a fény végén (Tunnel at the End of the Light)            | Allan Eastman     | Matt Kiene és Joe Reinkemeyer                                                | 2002. május 18. 2003. június 14.     |

## 3. évad (2002-2003)
| Sor. | Év. | Cím                                                                         | Rendező            | Író                                 | Premier              |
| ---- | --- | --------------------------------------------------------------------------- | ------------------ | ----------------------------------- | -------------------- |
| 45.  | 1.  | Ha rögzítik a kereket (If the Wheel is Fixed)                               | Allan Eastman      | Bob Engels                          | 2002. szeptember 21. |
| 46.  | 2.  | Rimni cserepei (The Shards of Rimni)                                        | Brad Turner        | Bob Engels és Matt Kiene            | 2002. szeptember 28. |
| 47.  | 3.  | Az őrület menekültjei (Man to be Saved)                                     | Jorge Montesi      | Matt Kiene és Joe Reinkemeyer       | 2002. október 5.     |
| 48.  | 4.  | Cui Bono (Cui Bono)                                                         | Brad Turner        | Ashley Edward Miller és Zack Stentz | 2002. október 11.    |
| 49.  | 5.  | A távoli horizonton (The Lone and Level Sands)                              | Jorge Montesi      | Ashley Edward Miller és Zack Stentz | 2002. október 21.    |
| 50.  | 6.  | Ívvadász, a csaták ördöge (Slipfighter the Dogs of War)                     | Mike Rohl          | Matt Kiene és Joe Reinkemeyer       | 2002. október 28.    |
| 51.  | 7.  | A Lepra csókja (The Leper's Kiss)                                           | Mike Rohl          | Matt Kiene és Joe Reinkemeyer       | 2002. november 11.   |
| 52.  | 8.  | Akiért a harang szól (For Whom the Bell Tolls)                              | Philip David Segal | Naomi Janzen                        | 2002. november 18.   |
| 53.  | 9.  | És a szíved messze száll (And Your Heart Will Fly Away)                     | Allan Eastman      | Michael Cassutt                     | 2002. november 25.   |
| 54.  | 10. | A legyőzhetetlen (The Unconquerable Man)                                    | J. Miles Dale      | Ashley Edward Miller és Zack Stentz | 2003. január 20.     |
| 55.  | 11. | Delenda Est (Delenda Est)                                                   | Richard Flower     | Bob Engels                          | 2003. január 27.     |
| 56.  | 12. | A sötét visszaút (The Dark Backward)                                        | Michael Robison    | Ashley Edward Miller és Zack Stentz | 2003. február 3.     |
| 57.  | 13. | Mindent kockára tenni (The Risk-All Point)                                  | Michael Robison    | Matt Kiene és Joe Reinkemeyer       | 2003. február 10.    |
| 58.  | 14. | A jó ló (The Right Horse)                                                   | Richard Flower     | Emily Skopov                        | 2003. február 17.    |
| 59.  | 15. | Mi történik egy esetleges tiszteletessel? (What Happens to a Rev Deferred?) | Allan Eastman      | Matt Kiene és Joe Reinkemeyer       | 2003. február 24.    |
| 60.  | 16. | A szigony hegyén (Point of the Spear)                                       | Allan Harmon       | Ashley Edward Miller és Zack Stentz | 2003. március 31.    |
| 61.  | 17. | A Menny boltozata (Vault of the Heavens)                                    | Jorge Montesi      | Gordon Michael Woolvett             | 2003. április 7.     |
| 62.  | 18. | Mély sötétség hangja (Deep Midnight's Voice)                                | Allan Harmon       | Matt Kiene és Joe Reinkemeyer       | 2003. április 14.    |
| 63.  | 19. | A fennség káprázata (The Illusion of Majesty)                               | Peter DeLuise      | Joel Metzger                        | 2003. április 21.    |
| 64.  | 20. | Bálványok alkonya (Twilight of the Idols)                                   | Richard Flower     | Ashley Edward Miller és Zack Stentz | 2003. április 28.    |
| 65.  | 21. | Ítélet napja, harag napja (Day of Judgement, Day of Wrath)                  | Allan Eastman      | Ashley Edward Miller és Zack Stentz | 2003. május 5.       |
| 66.  | 22. | Egy Isten hozzád keltette árnyak (Shadows Cast by a Final Salute)           | Jorge Montesi      | Bob Engels                          | 2003. május 12.      |

## 4. évad (2003-2004)
| Sor. | Év. | Cím                                                                       | Rendező        | Író                                       | Premier              |
| ---- | --- | ------------------------------------------------------------------------- | -------------- | ----------------------------------------- | -------------------- |
| 67.  | 1.  | Válaszok fel nem tett kérdésekre (Answers Given to Questions Never Asked) | Jorge Montesi  | Bob Engels                                | 2003. szeptember 29. |
| 68.  | 2.  | A nyolcas darabjai (Pieces of Eight)                                      | Jorge Montesi  | Larry Barber és Paul Barber               | 2003. október 6.     |
| 69.  | 3.  | A zsarnoki gépezet felébresztése (Waking the Tyrant's Device)             | Andrew Potter  | Larry Barber és Paul Barber               | 2003. október 13.    |
| 70.  | 4.  | Dupla vagy Semmiség (Double or Nothingness)                               | David Winning  | John Whelpley                             | 2003. október 20.    |
| 71.  | 5.  | Harper törölve (Harper/Delete)                                            | Richard Flower | Naomi Janzen                              | 2003. október 27.    |
| 72.  | 6.  | Hamarosan elnyel az örvény (Soon the Nearing Vortex)                      | Brad Turner    | Larry Barber és Paul Barber               | 2003. november 3.    |
| 73.  | 7.  | Körülötte forog a világ (The World Turns All Around Her)                  | Peter DeLuise  | Larry Barber és Paul Barber               | 2003. november 10.   |
| 74.  | 8.  | A végzet révésze (Conduit to Destiny)                                     | Pat Williams   | Lawrence Meyers                           | 2003. november 17.   |
| 75.  | 9.  | Az elme beavatkozása (Machinery of the Mind)                              | David Winning  | Ted Mann                                  | 2004. január 12.     |
| 76.  | 10. | Rangos személyiség, Tündöklő lány (Exalted Reason, Resplendent Daughter)  | Richard Flower | Naomi Janzen                              | 2004. január 19.     |
| 77.  | 11. | Gyötrelem és feloldozás (The Torment, the Release)                        | Jorge Montesi  | Bob Engels                                | 2004. január 26.     |
| 78.  | 12. | A pók hálójában (The Spider's Stratagem)                                  | Brad Turner    | Emily Skopov                              | 2004. február 2.     |
| 79.  | 13. | A láthatatlan fény melege (The Warmth of an Invisible Light)              | Jorge Montesi  | Matt Kiene                                | 2004. február 9.     |
| 80.  | 14. | És visszaütöttek (The Others)                                             | Peter DeLuise  | Scott Frost                               | 2004. február 16.    |
| 81.  | 15. | A félelem hamuvá éget (Fear Burns Down to Ashes)                          | Peter DeLuise  | John Kirk                                 | 2004. február 23.    |
| 82.  | 16. | A nem létező tér labirintusa (Lost in a Space that isn't There)           | Peter DeLuise  | Naomi Janzen, Paul Barber és Larry Barber | 2004. április 5.     |
| 83.  | 17. | Az ördög hídja (Abridging the Devil's Divide)                             | Peter DeLuise  | Gordon Michael Woolvett                   | 2004. április 12.    |
| 84.  | 18. | A bizalom és a gordiuszi labirintus (Trusting the Gordian Maze)           | Jorge Montesi  | Paul Barber és Larry Barber               | 2004. április 19.    |
| 85.  | 19. | A tökéletlenség szimbóluma (A Symmetry of Imperfection)                   | Allan Harmon   | Naomi Janzen                              | 2004. április 26.    |
| 86.  | 20. | Kiesett idő (Time Out of Mind)                                            | Allan Harmon   | Lu Abbott és Stacey Berman-Woodward       | 2004. május 3.       |
| 87.  | 21. | Változó idők 1. rész (The Dissonant Interval Part 1)                      | Martin Wood    | Paul Barber és Larry Barber               | 2004. május 10.      |
| 88.  | 22. | Változó idők 2. rész (The Dissonant Interval Part 2)                      | Martin Wood    | Bob Engels                                | 2004. május 17.      |

## 5. évad (2004-2005)
| Sor. | Év. | Cím                                                          | Rendező        | Író                                 | Premier              |
| ---- | --- | ------------------------------------------------------------ | -------------- | ----------------------------------- | -------------------- |
| 89.  | 1.  | A súly 1. rész (The Weight Part 1)                           | Gordon Verheul | Bob Engels                          | 2004. szeptember 24. |
| 90.  | 2.  | A súly 2. rész (The Weight Part 2)                           | Jorge Montesi  | Naomi Janzen                        | 2004. október 1.     |
| 91.  | 3.  | Fortélyos félelem faktor (Phear Phactor Phenom)              | Richard Flower | Larry Barber és Paul Barber         | 2004. október 8.     |
| 92.  | 4.  | A bukott angyal (Decay of the Angel)                         | Jorge Montesi  | Ashley Edward Miller és Zack Stentz | 2004. október 15.    |
| 93.  | 5.  | Jelenlétünk végső tana (The Eschatology of Our Present)      | Richard Flower | Larry Barber és Paul Barber         | 2004. október 22.    |
| 94.  | 6.  | Körkörös idő (When Goes Around...)                           | Jorge Montesi  | John Whelpley                       | 2004. október 29.    |
| 95.  | 7.  | Kísértő üzenet (Attempting Screed)                           | David Winning  | Larry Barber és Paul Barber         | 2004. november 5.    |
| 96.  | 8.  | Égesd fel a tarlót (So Burn the Untamed Lands)               | Jorge Montesi  | Gillian Horvath                     | 2004. november 12.   |
| 97.  | 9.  | Ami nem lesz (What Will be Was Not)                          | Gordon Verheul | Naomi Janzen                        | 2004. november 19.   |
| 98.  | 10. | Próbatétel (The Test)                                        | Brad Turner    | Scott Frost                         | 2005. január 7.      |
| 99.  | 11. | Üveg által homályosan (Through a Glass Darkly)               | Jorge Montesi  | Ashley Edward Miller és Zack Stentz | 2005. január 14.     |
| 100. | 12. | Klán a bukás előtt (Pride Before the Fall)                   | David Winning  | Bob Engels                          | 2005. január 21.     |
| 101. | 13. | Holdfényé válhatsz (Moonlight Becomes You)                   | Jorge Montesi  | Lu Abbott és Stacey Berman-Woodward | 2005. január 28.     |
| 102. | 14. | Tátongó múlt (Past is Prolix)                                | David Winning  | Paul Barber és Larry Barber         | 2005. február 4.     |
| 103. | 15. | A vonzódás ellentétei (The Opposites of Attraction)          | Jorge Montesi  | Gillian Horvath                     | 2005. február 11.    |
| 104. | 16. | Fénypászna a fekete napból (Saving Light from a Black Sun)   | Peter DeLuise  | John Kirk                           | 2005. február 18.    |
| 105. | 17. | Az emlékezés cserepei (Totaled Recall)                       | Martin Wood    | Gordon Michael Woolvett             | 2005. április 8.     |
| 106. | 18. | A kvantum kiterjedése a téveszme (Quantum Tractate Delirium) | Peter DeLuise  | Paul Barber és Larry Barber         | 2005. április 15.    |
| 107. | 19. | Újabb szép nap (One More Day's Light)                        | Martin Wood    | Al Septien és Turi Meyer            | 2005. április 22.    |
| 108. | 20. | Káosz és nyugalom (Chaos and the Stillness of It)            | Martin Wood    | Naomi Janzen                        | 2005. április 29.    |
| 109. | 21. | Az utazás szíve 1. rész (The Heart of the Journey Part 1)    | Jorge Montesi  | Paul Barber és Larry Barber         | 2005. május 6.       |
| 110. | 22. | Az utazás szíve 2. rész (The Heart of the Journey Part 2)    | Jorge Montesi  | Bob Engels                          | 2005. május 13.      |